# Суд полюбовний у Речі Посполитій
Суд полюбовний у Речі Посполитій (єднання, третейський суд) — позасудове полагодження конфліктних взаємин членів локальних спільнот, передовсім шляхетських корпорацій, через осіб-посередників з ініціативи і за згодою сторін. Такий суд набув поширення в Європі за середньовіччя та в ранньомодерний час в умовах відносно слабкої центральної влади, достатньо незалежних регіонів зі своєю владною елітою, клієнтарно-патрональних стосунків як основи соціального порядку, сформованих лицарських корпорацій із сильними самоврядними традиціями (члени яких були засадничо рівні між собою), а також особливої культури ворожості (за нею в західній історіографії закріпилася назва feud). У таких спільнотах відбувалася постійна боротьба за владу/домінування між особами та клієнтарними групами, яка набувала вигляду захисту/відновлення/ примноження честі та престижу (доброї слави). До боротьби за відшкодування ображеної честі зазвичай включалася вся група близьких до скривдженого осіб, а засобом відновлення справедливості виступала помста. Межа між законом і отриманим через схвалення спільноти правом на насильство в цьому разі була досить умовною, а війна сприймалася як варіант Божого суду. Тож злочин поставав передовсім як приватна кривда, яку мав відшкодувати супротивник, у той же час звертання до суду не лише не припиняло ворожнечі (особливо за відсутності дієвої виконавчої влади), а й часто призводило до її ескалації, сприймалося як черговий акт урази для честі. До того ж судовий процес був пов'язаний зі значними фінансовими витратами; часто затягувався зацікавленою стороною з формальних причин на невизначений термін; міг бути обтяжений упередженням суддів, членів тієї ж таки спільноти; існувала майже необмежена можливість апеляції до вищої судової інстанції щодо вироку судів першої інстанції, яка теж затягувала вирішення справи і здорожчувала його, врешті, суди функціонували досить нерегулярно. За цих умов великої популярності набув полюбовний суд, метою якого було замирення сторін без особливих утрат для їхньої честі та можливості подальшого співіснування, а не пошуки винного і порахунок із ним, що було обов'язковим для судового процесу. Порівняйте часто вживану в судовій практиці лексему «срокгост права» (строгість права; чи «срокгост статутовая»; строгість статутна) з декларацією суті полюбовного суду: «обычаем угоды приятелское погожали, якобы на обе стороне без шкоды и затрудненя болшого было».
Полюбовний суд частково регламентувався Статутами (див. Статути Великого князівства Литовського; 1-й Литовський статут: розділ 6, артикул 36; 2-й Литовський статут: розділ 4, артикули 15 і 60; 3-й Литовський статут: розділ 4, артикули 25, 85), однак у полі уваги законодавців перебували не організаційні моменти, а його взаємодія із судовими інституціями. Врешті дихотомія між судовим і позасудовим полагодженням конфлікту дещо штучна, адже судова система активно підштовхувала сторони до замирення, а в рамках суду багато елементів мали договірний характер.
Компетенція полюбовного суду простягалася на всі можливі правопорушення — від царини приватного права до тяжких кримінальних злочинів. Значна частина справ традиційно вирішувалася саме через третейський суд, скажімо, межові суперечки чи порахунки між шляхтою із приводу кривд слуг чи підданих. Однак саме найтяжчі переступи, обтяжені кровопролиттям, де винному загрожувала смертна кара і/чи позбавлення честі, якнайпильніше потребували втручання приятелів задля полагодження стосунків між жертвою і кривдником.
Ініціаторами зазвичай виступали родичі та приятелі сторін, хоч підштовхнути сторони до замирення могли і самі судді, які сполучали владні повноваження з обов'язками близьких до сторін осіб. Досить часто угода про полюбовний суд приймалася ще перед початком судового процесу, але до приятельського погодження стосунків супротивники могли перейти на будь-якому з етапів судового процесу чи навіть після ухвалення вироку.
Полюбовний суд провадився (за окремими винятками) в «месте обчем»: домі приятелів/родичів чи сторонньої особи, на зібраннях копи, на межі між спірними маєтками, у замку, церкві, костьолі, монастирі, домі священика, місці під церквою. Імовірно, що зібрання в сакральних місцях пов'язувало полюбовне судочинство з Божим втручанням, мусило підштовхувати сторони до культивування християнських чеснот, милосердя до ворога і вияву «боязни Божой». Для полюбовного суду міг призначатися будь-який день, зокрема неділя і релігійні свята, інколи — час шляхетського сеймика. Судді обиралися обома сторонами в рівних кількостях. Важливою була довіра сторін до медіаторів, які зазвичай були досить авторитетними в соціумі особами, часто обіймали уряди і мали неформальні важелі впливу на сторони. Для досягнення результату інколи використовували додаткові заходи — вводили до складу єдначів суперарбітра, якому надавали додаткові повноваження, чи зверталися за допомогою до судових урядників як посередників тощо. На єднання, окрім обов'язкових учасників, традиційно збиралося широке коло осіб.
Полюбовний суд міг провадитися як неформалізований акт замирення сторін — єднання, де важив компроміс поміж ними, однак міг набувати і форми, максимально наближеної до офіційного судового процесу, — правного обичаю, особливо у справах, пов'язаних із нерухомістю. До формальних процедур удавалися й на етапі, коли примирення не досягали «угодливымъ обычаемъ». Сутність медіації полягала в тому, щоб знайти оптимальний вихід для жертви та кривдника через двосторонню готовність до компромісу, тим більше, що в ситуації задавненої ворожості визначитися із цими позиціями було вкрай важко. Обов'язковою умовою поєднання була взаємна згода сторін із рішенням суддів, яке часто передбачало покарання для винуватця — ув'язнення і/чи публічне перепрошення скривдженого. Добровільне погодження прийняти кару однією зі сторін зазвичай вимагало від другої вдатися до поступок, скажімо, зменшивши термін перебування у вежі.
Попри те, що полюбовний суд був важливим механізмом підтримання рівноваги в озброєній спільноті («миру у війні»), водночас сторони далеко не завжди вели мову про замирення. Він міг використовуватися для тиску на супротивника, затягування справи, відновлення владних стосунків чи поліпшення становища. Однак полюбовний суд забезпечував суспільний лад більшою мірою, аніж владні інститути.
Полагодження конфліктів через медіацію також було поширене серед селянства, а також уживалося в міських громадах.